# Wilhelm I. (Schwarzburg-Frankenhausen)

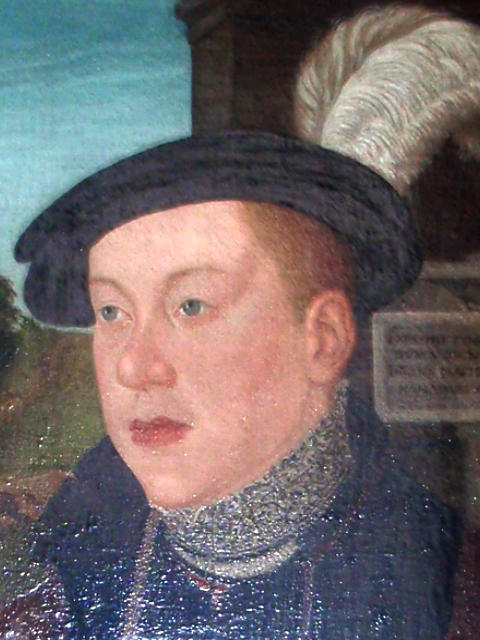
Graf Wilhelm von Schwarzburg-Frankenhausen

Wilhelm I. von Schwarzburg-Frankenhausen (* 4. Oktober 1534 in Sondershausen; † 30. September 1598 in Straußberg) war seit 1571 Graf von Schwarzburg-Frankenhausen. Er war der Stifter der Linie Frankenhausen.

## Leben
Graf Wilhelm war ein Sohn des Grafen Günther XL. von Schwarzburg (1499–1552), welcher „der Reich“ oder „der mit dem fetten Maule“ genannt wurde, und dessen Gemahlin Gräfin Elisabeth († 14. Mai 1572), eine Tochter des Grafen Philipp von Isenburg-Büdingen zu Ronneburg.
Er wurde christlich erzogen und entwickelte sich zu einem frommen, gottesfürchtigen, streng lutherischen Mann.
Nach dem Tod Günthers XL. 1552 regierten die vier Söhne das Land zunächst gemeinschaftlich. Wilhelm wählte die Stadt Frankenhausen zu seiner Residenz, nach welcher der Landesteil den Namen Schwarzburg-Frankenhausen erhielt.
Ehe er sich der Regierungsarbeit zuwandte, studierte er zunächst einige Jahre in Erfurt, Jena, Löwen und Padua. Danach hielt er sich einige Jahre am Jülicher Hof auf. Von 1563 bis 1565 stand er in dänischem Dienst und kämpfte 1566 mit gegen die Türken.
Im Jahr 1571 entschlossen sich die Brüder zur Teilung ihrer Grafschaft und somit erhielt Wilhelm in der Unterherrschaft die Herrschaft von Frankenhausen. Dazu zählten die gleichnamige Stadt, die Ämter Straußberg, Heringen und Kelbra, später noch das Amt Schernberg.
Nach dem nachkommenlosen Tod der Brüder Graf Günther XLI. von Schwarzburg-Arnstadt und Graf Wilhelm von Schwarzburg-Frankenhausen teilte sich Johann Günther mit seinem Bruder Albrecht VII. ihre Gebiete. Johann Günther erhielt Gebiete um Arnstadt und Sondershausen und ist der Stifter der Linie Schwarzburg-Sondershausen. Albrecht VII. bekam den Besitz um Rudolstadt und Frankenhausen und begründete die Linie Schwarzburg-Rudolstadt.
Wilhelm I. unterzeichnete die Konkordienformel von 1577 und das Konkordienbuch von 1580.

## Ehen
1. Wilhelm war in erster Ehe seit 6. April 1567 mit Elisabeth († 23. November 1590), Tochter des Grafen Joachim von Schlick verheiratet.
2. Nach dem Tod seiner ersten Gattin ehelichte er am 6. Mai 1593 Clara (1571–1658), Tochter des Herzogs Wilhelm von Braunschweig-Lüneburg.

Beide Ehen blieben kinderlos.